# Venados Grandes
Venados Grandes es una localidad argentina situada en el sudoeste de la provincia del Chaco, en el departamento Fray Justo Santa María de Oro. Depende administrativamente del municipio de Chorotis, de cuyo centro urbano dista unos 9 km.

## Educación
Desde 2009 cuenta con escuela secundaria.

## Vías de comunicación
Si bien Venados Grandes se halla sobre la ruta provincial 15, la principal vía de comunicación es la ruta provincial 5, ya que esta se encuentra pavimentada y a sólo 1 km. La primera la comunica al norte con Hermoso Campo y la ruta nacional 89, y al sur con la Chorotis y la provincia de Santa Fe. La Ruta 53 la vincula al este con la ruta nacional 95 y la provincia de Santa Fe.
Cuenta con la estación Venados Grandes, sus vías del ferrocarril General Belgrano son recorridas por un servicio interurbano diario de SOFSE.

## Población
Cuenta con 303 habitantes (Indec, 2010), lo que representa un incremento del 37% frente a los 220 habitantes (Indec, 2001) del censo anterior.
| Gráfica de evolución demográfica de Venados Grandes entre 1991 y 2010 |
|                                                                       |
| Fuente: Censos nacionales del INDEC                                   |